# Cagiva
Cagiva é uma empresa italiana que produz motos. A empresa atualmente opera sob a marca MV Agusta Motor S.p.A., mas permanece sob o controle dos herdeiros do seu fundador, Giovanni Castiglioni. Operando inicialmente na cidade de Varese, seu nome é um portmanteau que mistura os nomes da cidade e de seu fundador: CAstiglioni GIovanni VArese.
Em julho de 2008 o grupo MV Augusta foi adquirido por US$ 109 Milhões pelo fabricante de motocicletas estado-unidense Harley-Davidson.